# Studia Humana
Studia Humana – czasopismo naukowe wydawane jako kwartalnik przez Wyższą Szkołę Informatyki i Zarządzania w Rzeszowie. 

## Historia
Pierwszy numer czasopisma ukazał się w 2012 roku. Czasopismo istnieje w formie internetowej (wszystkie artykuły są dostępne bezpłatnie) oraz papierowej.

## Redakcja
Redaktorami naczelnymi czasopisma są profesor Jan Woleński oraz doktor Andrew Schumann, pracownicy Zakładu Kognitywistyki Wyższej Szkoły Informatyki i Zarządzania w Rzeszowie 
Studia Humana publikują także wybrane teksty powstałe na kanwie wystąpień wygłaszanych podczas „Seminarium interdyscyplinarnego z nauk kognitywnych, ekonomii behawioralnej i polityki behawioralnej” organizowanego w Wyższej szkole Informatyki i Zarządzania z siedzibą w Rzeszowie. Stałymi panelistami seminarium są: Jan Woleński, Andrzej Szelc, Marcin Kozak, Krzysztof Pancerz, Andrew Schumann, Andrzej Dąbrowski i Bolesław Jaskuła. 

## Zagadnienia
Studia Humana publikują artykuły, które koncentrują się na następujących zagadnieniach:  
- filozofii analitycznej i logice filozoficznej (epistemologia i filozofia nauki, podstawy i metodologia fizyki, filozofia religii, filozofia umysłu, prakseologia, logika nieklasyczna i jej zastosowania w metodologii nauk, lingwistyce, teologii),
- ekonomii politycznej (preferowane są tematy nowatorskie ukazujące nowe podejścia i metodologie w ekonomii, szczególnie w zakresie polityki fiskalnej, handlu i finansów międzynarodowych, organizacji przemysłu, socjalno-ekonomicznych aspektów procesu legislacyjnego, metodologii szkoły austriackiej w ekonomii, finansów przedsiębiorstwa i ładu korporacyjnego, zagadnień ekonomicznych w kontekście kultury, tożsamości, płci, ekologii),
- naukach politycznych (przede wszystkim badania dotyczące szans i ograniczeń dla transformacji współczesnych społeczeństw, w zakresie filozofii prawa, e-zarządzania, globalnego zarządzania i regulacji, przemian post-socjalistycznych, ochrony dziedzictwa kulturowego i praw mniejszości, anarchizmu i wolności),
- socjologii (szczególnie tematy porównawcze i metodologie wykraczające poza dominujące nurty badawcze w celu rozwijania dialogu i poszukiwania nowych znaczeń teoretycznych pojmowania życia).

Jednym z zamysłów Studia Humana jest stworzenie platformy dla rozwoju badań dotyczących różnych zagadnień nauk humanistycznych, szczególnie związanych z problemami i zagadnieniami właściwymi europejskim państwom post – socjalistycznym. Dzięki temu czasopismo umożliwia skonfrontowanie i dialog między poglądami i badaniami naukowców z państw post – socjalistycznych z naukowcami z innych państw (wśród autorów znajdują się naukowcy z Europy Zachodniej, Ameryki Północnej czy Azji).  
Studia Humana rozwijają podejście interdyscyplinarne, które umożliwia kompleksowe i dogłębne wyjaśnienie wielu istotnych społecznie i politycznie zagadnień, przede wszystkim tych związanych z problemami współczesnych społeczeństw. 
Poszczególne numery czasopisma są tematycznie sprofilowane i liczą od 5 do 10 artykułów. 
Czasopismo jest indeksowane w następujących bazach: Celdes, CNPIEC, EBSCO Discovery Service, Google Scholar, J-Gate, JournalTOCs, Naviga (Softweco), Primo Central (ExLibris), ReadCube, Summon (Serials Solutions/ProQuest), TDOne (TDNet), WorldCat (OCLC).   